# えんま市

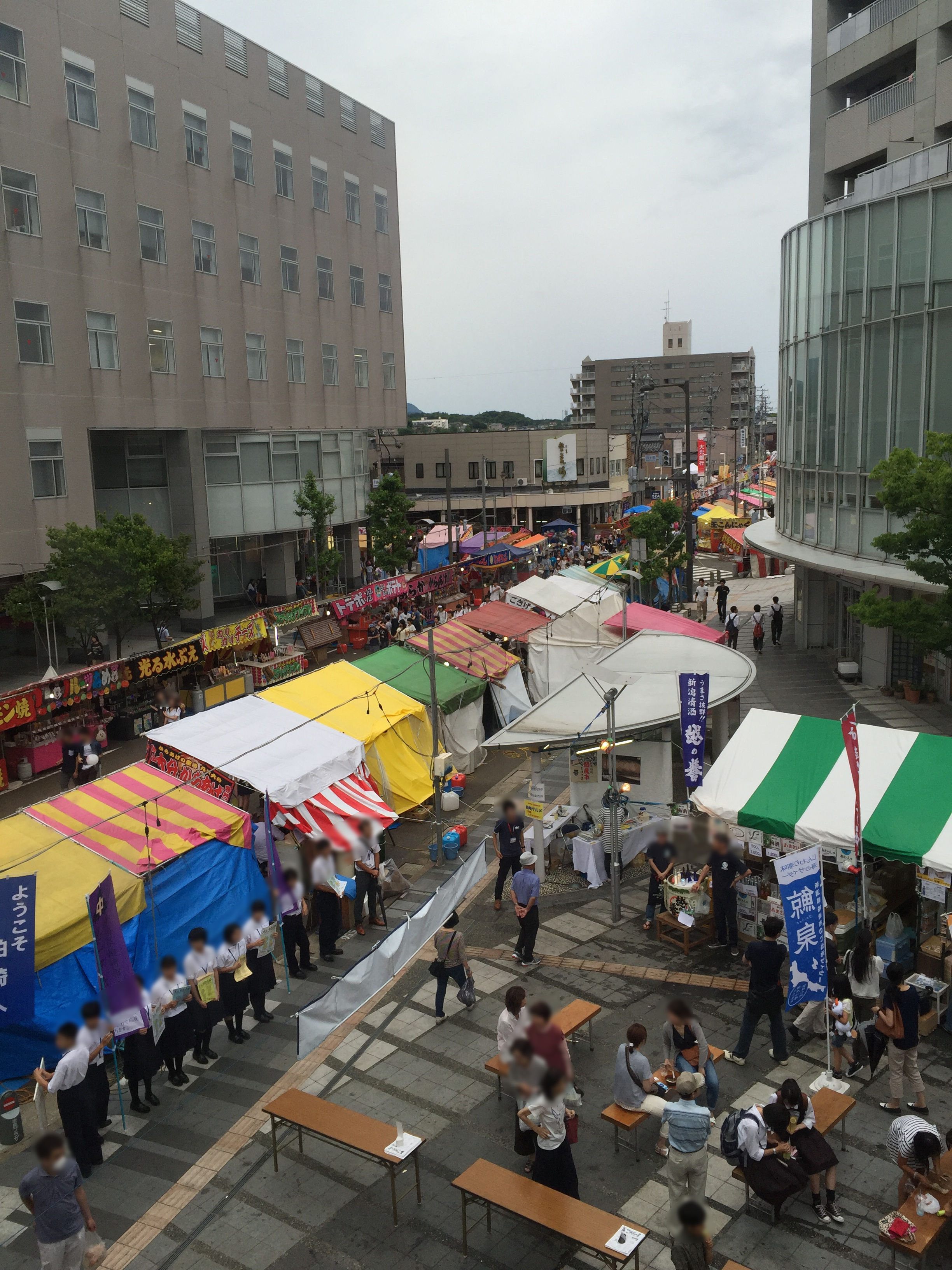
市民プラザ2階からのえんま市の様子。2016年撮影。

えんま市（えんまいち）は、毎年6月14日から16日にかけて、新潟県柏崎市で行われる夏祭りである。

## 概要
江戸時代から約200年以上続く柏崎の年中行事であり、元々は、柏崎市東本町にある閻魔堂で行われていた「馬市」だったものが、文政年間（1818～1830）には露店が立ち並ぶ縁日の形態となったと伝えられている。
祭礼が6月中旬に行われることが、全国の露店業者が集うのに好都合だったために、現在では約500軒もの露店がえんま堂のある本町通りを中心に約2kmにわたって立ち並び、また、新潟県内外から3日間で延べ20万人以上の人出を集めるようになった。
村上大祭、蒲原まつりと並んで、新潟三大高市(たかまち)の一つとされている。また、露店の数や伝統と格式があるということで、日本の高市番付の大関格に格付けられている。 